# واوکستین
واوکستین (به فرانسوی: Vauxtin) یک کمون در فرانسه است که در پیکاردی واقع شده‌است.

## خصوصیات
واوکستین ۲٫۲۷ کیلومترمربع مساحت و ۵۰ نفر جمعیت دارد و ۱۴۵ متر بالاتر از سطح دریا واقع شده‌است.